# Microcyclus
Microcyclus is een geslacht van schimmels dat behoort tot familie Mycosphaerellaceae. De typesoort is Microcyclus angolensis.

## Soorten
Volgens Index Fungorum telt het geslacht 22 soorten (peildatum oktober 2023):
| Soortnaam                 | Auteur(s)                                  | Publicatiejaar |
| ------------------------- | ------------------------------------------ | -------------- |
| Microcyclus achalensis    | (Speg.) Arx                                | 1962           |
| Microcyclus amphimelaenus | (Mont.) Arx                                | 1962           |
| Microcyclus angolensis    | Sacc., Syd. & P. Syd.                      | 1904           |
| Microcyclus argyreiae     | M.S. Patil                                 | 1980           |
| Microcyclus atropunctus   | (Starbäck) E. Müll. & Sanwal               | 1954           |
| Microcyclus canthii       | (Hansf.) Sivan.                            | 1975           |
| Microcyclus coccolobae    | Vittal                                     | 1956           |
| Microcyclus fertilissimus | (Syd. & P. Syd.) Arx                       | 1962           |
| Microcyclus gastrolobii   | (Henn.) Arx                                | 1962           |
| Microcyclus halleriae     | Marasas & Rabie                            | 1966           |
| Microcyclus kamatii       | A. Pande                                   | 2008           |
| Microcyclus kawagoii      | (Hara) M.E. Barr                           | 1996           |
| Microcyclus niaouli       | B. Huguenin                                | 1969           |
| Microcyclus oxylobii      | (Henn.) Arx                                | 1962           |
| Microcyclus pandani       | B. Huguenin                                | 1964           |
| Microcyclus phoebes       | K. Ramakr.                                 | 1955           |
| Microcyclus placodisci    | Sivan.                                     | 1970           |
| Microcyclus porlieriae    | (Rehm) P.F. Cannon, Carmarán & A.I. Romero | 1995           |
| Microcyclus pruni         | T.Z. Li & W.H. Hsieh                       | 1991           |
| Microcyclus stuebelii     | (Henn.) E. Müll. & Sanwal                  | 1954           |
| Microcyclus tinctoria     | (Tul.) Arx                                 | 1962           |
| Microcyclus uvariae       | (Hansf.) Sivan.                            | 1975           |